# George Ker
George Ker (Glasgow, 26 febbraio 1860 – New Yakima, 26 febbraio 1922) è stato un calciatore scozzese, di ruolo attaccante.

## Carriera
Il 13 marzo 1880, in una partita contro l'Inghilterra, divenne il primo giocatore scozzese e il secondo giocatore della storia a segnare una tripletta in un incontro fra nazionali. Nel 1884 emigrò in Nord America.

## Palmarès

### Club

#### Competizioni nazionali
- Coppa di Scozia: 4

Queen's Park: 1879-1880, 1880-1881, 1881-1882, 1883-1884